# Yoo Yeon-jung
Yoo Yeon-jung (hangul: 유연정; hanja: 兪延靜; rr: Yu Yeon-jeong; MR: Yu Yŏnchŏng; Gwangmyeong, 3 de agosto de 1999), mais conhecida na carreira musical apenas como Yeonjung (hangul: 연정), é uma cantora e dançarina sul-coreana. Tornou-se mais conhecida por ser integrante do grupo sino-coreano Cosmic Girls, e por terminar em 11º no programa de sobrevivência Produce 101, fazendo-a integrante do grupo I.O.I.

## Biografia
Yeonjung nasceu em 3 de agosto de 1999 em Gwangmyeong, Gyeonggi, na Coreia do Sul. Ela frequentou a Hanlim Multi Art School, formando-se em fevereiro de 2016.

## Carreira

### Pré-estreia
Yeonjung antes de se juntar à Starship Entertainment, ela havia feito uma audição para a JYP Entertainment e também foi estagiária da SM Entertainment.

### 2016:Produce 101e I.O.I
De janeiro a abril de 2016, Yeonjung representou a Starship Entertainment junto das estagiárias Kim Tae-ha e Shin Chae-eun no reality show produzido pela Mnet, Produce 101. O programa visava formar um grupo de onze integrantes, I.O.I, que promoveria por um ano sob o selo da YMC Entertainment. No episódio final, Yeonjung ficou em 11º lugar no ranking do programa, totalizando 136 780 votos, enquanto Kim e Shin foram eliminadas ao decorrer do reality show. O grupo estreou oficialmente em 4 de maio do mesmo ano com o lançamento do extended play Chrysalis, acompanhado de seu single "Dream Girls".

### 2017–presente: Cosmic Girls eV-1
Após o fim oficial do I.O.I, Yeonjung foi introduzida como a décima terceira integrante do grupo feminino Cosmic Girls através do lançamento de The Secret, segundo EP do grupo. No mesmo ano, ela estreou como atriz através de uma participação na série de televisão A Korean Odyssey.
Em setembro de 2019, Yeonjung participou do programa de sobrevivência V-1, que iria escolher a melhor vocalista principal dentre os grupos femininos de K-pop, onde apenas 12 vocalistas escolhidas através de votos progrediriam e se apresentariam no programa. Yeonjung acabou vencendo a competição depois de derrotar Siyeon, do grupo Dreamcatcher, nas finais.

## Discografia

### Singles
| Título                                                                       | Anp  | Melhor posição nas paradas | Vendas (DL)    | Album     |
| Título                                                                       | Anp  | KOR                        | Vendas (DL)    | Album     |
| ---------------------------------------------------------------------------- | ---- | -------------------------- | -------------- | --------- |
| "I Will Be On Your Side" (내가 니편이 되어줄게) (com Yoo Seung-woo)          | 2016 | —                          | - KOR: 23,352+ | Sem álbum |
| "#Drive" (#드라이브) (DinDin com Yeon-jung)                                  | 2017 | —                          | —              | Sem álbum |
| "Marry You" (com Maktub)                                                     | 2017 | 92                         | - KOR: 22,890+ | Sem álbum |
| "—" denotes releases that did not chart or were not released in that region. |      |                            |                |           |

### Aparições em trilhas sonoras
| Título                             | Ano  | Álbum                              |
| ---------------------------------- | ---- | ---------------------------------- |
| "Fire & Ice" (com Dawon)           | 2016 | The Snow Queen 3: Fire and Ice OST |
| "You're Dazzling" (눈부신 그대)    | 2017 | Queen for Seven Days OST           |
| "Toy" (서툰 고백) (com Brother Su) | 2017 | Love Playlist 2 OST                |
| "Meloholic" (멜로홀릭)             | 2017 | Meloholic OST                      |
| "Your Name Is..." (너의 이름을...) | 2018 | The Undateables OST                |
| "Stay With You" (마음이 하는 일)   | 2018 | Where Stars Land OST               |

## Filmografia

### Séries de televisão
| Ano  | Título           | Personagem | Emissora | Nota(s)                            |
| ---- | ---------------- | ---------- | -------- | ---------------------------------- |
| 2017 | A Korean Odyssey | Lee Da-yi  | tvN      | Participação especial (episódio 1) |

### Reality shows
| Ano  | Título      | Emissora | Nota(s)                                                          |
| ---- | ----------- | -------- | ---------------------------------------------------------------- |
| 2016 | Produce 101 | Mnet     | Programa de sobrevivência que escolheria as integrantes do I.O.I |
| 2019 | V-1         | tvN      | Concorrente                                                      |